# 拉朗德陨石坑
拉朗德陨石坑（Lalande）是位于月球正面岛海东侧中央区的一座小撞击坑，约形成于28亿年前的爱拉托逊纪，其名称取自法国天文学家熱羅姆·拉朗德（1732年-1807年），1935年被国际天文学联合会批准接受。

## 描述

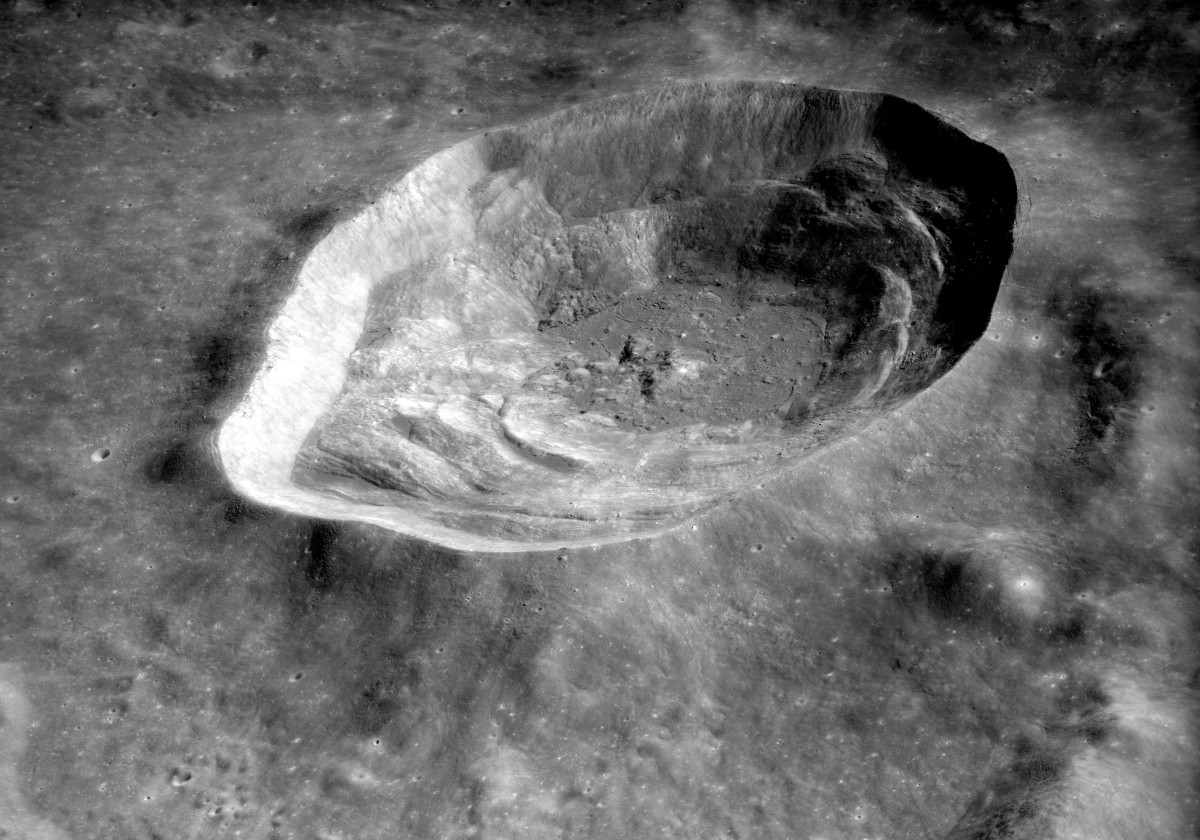
阿波罗16号拍摄的北向斜视图

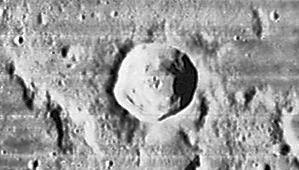
月球轨道器4号拍摄

该陨坑位于弗拉·毛罗环形山的东面，西北与东北分别毗邻特纳陨石坑和莫斯汀陨石坑，弗拉马利翁环形山和赫歇尔陨石坑位于它的东侧，东南偏南则临近帕利扎陨石坑，在拉朗德陨石坑的东北延伸着长约45公里的弗拉马利翁月溪。该陨坑中心月面坐标为4°28′S 8°39′W / 4.46°S 8.65°W，直径23.54公里，深度约1.87公里。
拉朗德陨石坑外观形状不太规则，坑壁几乎未受到撞击侵蚀，边沿轮廓清晰完整，西侧段稍显平直，沿内侧壁分布有阶地状结构。坑壁最大高出周边地形830米，内部容积约351立方千米。坑内地表凹凸不平，坐落有一座低矮的中央峰。环坑沿分布有一圈带的射纹系统的高反照率地层，其射纹束延伸距离超过300公里。
2002年，瑞士伯尔尼大学的埃德温·诺思（Edwin Gnos）在阿曼沙漠发现了一块被命名为赛赫·乌海米尔169的陨石，据信该陨石源自34万年前月表上的一次撞击喷出物。科学家们现在已认定它就来自环拉朗德陨石坑的喷出物覆盖层区
，对陨石化学成分的分析表明，该地区是月球上钍含量最丰富的地点之一。
拉朗德陨石坑已被月球和行星观测协会（ALPO）列入《带有明亮射纹系统的撞击坑列表》)。

## 卫星陨石坑
按惯例，通过在最靠近拉朗德陨石坑的卫星陨坑中心点旁放置字母，以在月图上标示它们。
| 拉朗德 | 纬度   | 经度    | 直径    |
| ------ | ------ | ------- | ------- |
| A      | 6.6° S | 9.8° W  | 13 公里 |
| B      | 3.1° S | 9.0° W  | 8 公里  |
| C      | 5.6° S | 6.9° W  | 11 公里 |
| D      | 6.1° S | 7.5° W  | 8 公里  |
| E      | 3.4° S | 10.7° W | 4 公里  |
| F      | 2.6° S | 10.0° W | 3 公里  |
| G      | 6.2° S | 7.9° W  | 5 公里  |
| N      | 5.6° S | 5.7° W  | 6 公里  |
| R      | 4.7° S | 7.0° W  | 24 公里 |
| T      | 5.2° S | 7.5° W  | 4 公里  |
| U      | 3.2° S | 8.1° W  | 4 公里  |
| W      | 6.5° S | 5.6° W  | 11 公里 |

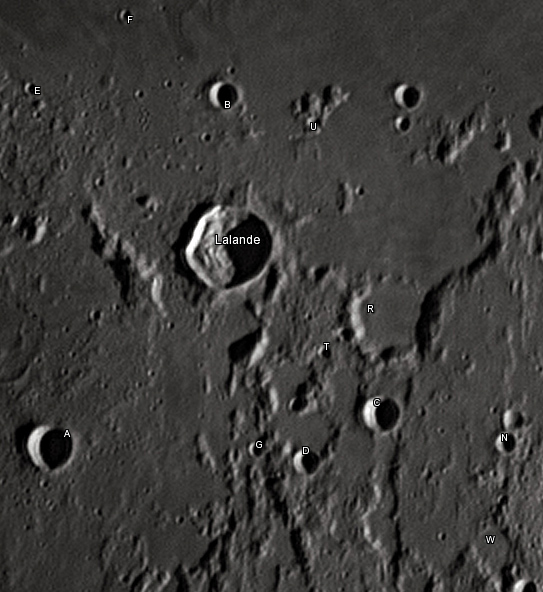
卫星坑图.

- 卫星坑拉朗德 A和拉朗德 C已被月球及行星观测者协会（ALPO）列入《内侧壁坡带有暗黑辐射纹的撞击坑列表》[6]。
- 拉朗德陨石坑及卫星坑拉朗德 A、拉朗德 C曾被记录到在日食期间表面温度发生异常，其原因为这些陨坑的地质龄不长，表面尚未形成能产生隔热作用的表岩屑覆盖层所致。

## 另请参阅
- Andersson, L. E.; Whitaker, E. A. . NASA RP-1097. 1982.
- Blue, Jennifer. . USGS. 2007-07-25  [2007-08-05]. （原始内容存档于2019-12-13）.
- Bussey, B.; Spudis, P. . New York: Cambridge University Press. 2004. ISBN 978-0-521-81528-4.
- Cocks, Elijah E.; Cocks, Josiah C. . Tudor Publishers. 1995. ISBN 978-0-936389-27-1.
- McDowell, Jonathan. . Jonathan's Space Report. 2007-07-15  [2007-10-24]. （原始内容存档于2019-06-21）.
- Menzel, D. H.; Minnaert, M.; Levin, B.; Dollfus, A.; Bell, B. . Space Science Reviews. 1971, 12 (2): 136–186. Bibcode:1971SSRv...12..136M. doi:10.1007/BF00171763.
- Moore, Patrick. . Sterling Publishing Co. 2001. ISBN 978-0-304-35469-6.
- Price, Fred W. . Cambridge University Press. 1988. ISBN 978-0-521-33500-3.
- Rükl, Antonín. . Kalmbach Books. 1990. ISBN 978-0-913135-17-4.
- Webb, Rev. T. W.  6th revised. Dover. 1962. ISBN 978-0-486-20917-3.
- Whitaker, Ewen A. . Cambridge University Press. 1999. ISBN 978-0-521-62248-6.
- Wlasuk, Peter T. . Springer. 2000. ISBN 978-1-85233-193-1.